# Frank Gio
Frank Gio, född 13 juni 2021, är en italiensk varmblodig travhäst som tränas av Sébastien Guarato och körs av Matthieu Abrivard.
Han började tävla 2023 och inledde med tre raka vinster. Han har hittills sprungit 682 400 euro på 17 starter, varav 11 segrar, 3 andraplatser och 1 tredjeplats. Karriärens hittills största seger har kommit i Prix Ourasi (2025).
Frank Gio har även vunnit Prix Penthesilea (2024), Prix de Gien (2024), Prix de Rome (2024), Gran Premio Carlo Marangoni (2024), Prix Piérre Plazen (2024), Prix Charles Tiercelin (2025) och på andraplats i Prix de Berlin (2024), Derby italiano di trotto (2024) och Prix de l'Étoile (2025).

## Statistik
| Statistik för Frank Gio (Ref.) | Statistik för Frank Gio (Ref.) | Statistik för Frank Gio (Ref.) | Statistik för Frank Gio (Ref.) | Statistik för Frank Gio (Ref.) | Statistik för Frank Gio (Ref.) |
| ------------------------------ | ------------------------------ | ------------------------------ | ------------------------------ | ------------------------------ | ------------------------------ |
| Starter                        | Placeringar                    | Startprissumma                 | Segerprocent                   | Platsprocent                   | Rekord                         |
| 17                             | 11-3-1                         | 682 400 euro                   | 65 %                           | 88 %                           | 1.11,6ak,                      |

### Större segrar
| År   | Lopp                        | Kusk              | Vinstbelopp | Grupp   |
| ---- | --------------------------- | ----------------- | ----------- | ------- |
| 2024 | Prix Penthesilea            | Matthieu Abrivard | 31 500 EUR  | Grupp 3 |
| 2024 | Prix de Gien                | Matthieu Abrivard | 31 500 EUR  | Grupp 3 |
| 2024 | Prix de Rome                | Matthieu Abrivard | 36 000 EUR  | Grupp 3 |
| 2024 | Gran Premio Carlo Marangoni | Matthieu Abrivard | 56 000 EUR  | Grupp 1 |
| 2024 | Prix Piérre Plazen          | Matthieu Abrivard | 54 000 EUR  | Grupp 2 |
| 2025 | Prix Charles Tiercelin      | Matthieu Abrivard | 54 000 EUR  | Grupp 2 |
| 2025 | Prix Ourasi                 | Matthieu Abrivard | 135 000 EUR | Grupp 1 |